# Olbracht Zbraniborski
Olbracht Sylwester Zbraniborski (ur. 1932, zm. 29 marca 2016) – polski chemik, specjalista karbochemii i mechanicznej przeróbki kopalin, prof. dr hab. inż.

## Życiorys
W 1956 ukończył studia chemiczne w Politechnice Śląskiej, w 1975 uzyskał tytuł profesora nauk technicznych. Został zatrudniony w Instytucie Chemicznej Przeróbki Węgla.